# Mercs János
Mercs János (Debrecen, 1978. december 26. –) magyar színművész.

## Életpályája
1978-ban született Debrecenben. A helyi Ady Endre Gimnáziumban érettségizett. 2002-2006 között a Színház- és Filmművészeti Egyetem hallgatója volt. 2006-tól a debreceni Csokonai Színház tagja.

## Fontosabb színházi szerepei
- William Shakespeare: Rómeó és Júlia... Tybalt
- William Shakespeare: Lear... Cornwall fejedelem
- William Shakespeare: A makrancos hölgy avagy a hárpia megzabolázása... Elsõ színész; Lucentio, Bianca kisérője; Fülöp, Petruchio szolgája
- Molière: Úrhatnám polgár... Dorante gróf
- Carlo Goldoni: Chioggiai csetepaté... Fortunato
- Anton Pavlovics Csehov: Három nővér... Szoljonij, Vaszilij Vasziljevics százados
- Alekszandr Nyikolajevics Osztrovszkij: Négy lába van a lónak, mégis megbotlik... Kurcsajev
- Mihail Afanaszjevics Bulgakov: A Mester és Margarita... Jesua, Nyikanor Ivanovics Boszoj, szomszéd
- Friedrich Dürrenmatt: Az öreg hölgy látogatása... Tanár
- Szophoklész: Antigoné... Kar
- Euripidész: Élektra... Földmíves
- Claudio Monteverdi: Poppea megkoronázása... Lucano költő, Seneca tanítványai
- Edmond Rostand: A sasfiók... De Lorget Tiburce
- Frank Wedekind: A tavasz ébredése... Hans Rilow
- Georges Feydeau: Bolha a fülbe... Camille Chandebise
- Michael Ende: Momo... Beppo, utcaseprő
- Gilles Ségal: A bábjátékos... Popov, Spencer, Weissfeld, Doktor, Schwartzkopf
- Michael Frayn: Függöny fel... Frederick (Filip Brent Sejk)
- Alexis Michalik: Edmond... Courteline; Floury 2
- Heiner Müller: Titus anatómiája, Róma bukása... Aaron
- Andrzej Saramonowicz: Tesztoszteron... Kornél 30 éves, vőlegény, ornitológus
- Stanislaw Wyspianski: Novemberi éj... II. szatír; Kuruta; Czechowski
- Gotthold Ephraim Lessing – Ulrich Hub – Madák Zsuzsanna: Jeruzsálem... szereplő
- Tracy Letts: Augusztus Oklahomában... Steve Heidebrecht
- Sarah Kane: Szétbombázva... Ian
- Csokonai Vitéz Mihály: Dorottya... Carnevál
- Molnár Ferenc: Játék a kastélyban... Turai
- Móricz Zsigmond: Úri muri... Ifj. Csörgheő
- Szabó Magda: Régimódi történet... Majthényi Béla
- Szabó Magda: A macskák szerdája... A fiú
- Győrei Zsolt – Schlachtovszky Csaba: Erkel és a felkelés... Wenckheim Károly gróf
- Kozma András – Ilja Bocsarnikovsz: Don Quijote – Az utolsó álom... Don Quijote
- Orbán János Dénes: A magyar Faust... Mefisztó
- Mészáros Tibor: Istent a falra festeni... Szerémi Lajos
- Szőcs Géza: Liberté ’56... István
- Hubay Miklós – Ránki György – Vas István: Egy szerelem három éjszakája... Bálint
- Fenyő Miklós – Tasnádi István: Made in Hungária... A sztár, filmszínházi (felvételről)
- Lehár Ferenc: A víg özvegy... Nyegus, írnok
- Weöres Sándor: A holdbeli csónakos... Bolond Istók
- Benedek Elek: Többsincs királyfi... Drumó, ördög
- Gimesi Dóra – Arany János: Rózsa és Ibolya... Varjúháj király, tündérkirály

## Rendezései
- Szívlapát (Csokonai Színház Stúdiószínház)

## Filmes és televízió szerepei
- William Shakespeare: Lear (színházi előadás tv felvétele)
- Mesés férfiak szárnyakkal (színházi előadás tv felvétele)
- A tavasz ébredése (színházi előadás tv felvétele, 2008)
- A hullamosó szerelme (2009)
- A sakkverseny (2015)
- Álom hava  (2016)
- A. P. Csehov: Három nővér  (színházi előadás tv felvétele, 2018)